# São Fidélis
São Fidélis è un comune del Brasile nello Stato di Rio de Janeiro, parte della mesoregione del Norte Fluminense e della microregione di Campos dos Goytacazes.
Il comune è suddiviso in 5 distretti: São Fidélis (sede comunale), Ipuca, Pureza, Colônia e Cambiasca.